# Otelo (película de 1965)
Otelo (Othello) es una película de 1965, basada en la tragedia de William Shakespeare. Estuvo protagonizada por Laurence Olivier.

## Reparto
- Laurence Olivier como Othello
- Maggie Smith como Desdemona
- Joyce Redman como Emilia
- Frank Finlay como Iago
- Derek Jacobi como Cassio
- Robert Lang como Roderigo
- Kenneth Mackintosh como Lodovico
- Anthony Nicholls como Brabantio
- Sheila Reid como Bianca
- Edward Hardwicke como Montano

## Comentarios
La película sirvió de debut para los actores Derek Jacobi (Cassio) y Michael Gambon (apareció como extra). 

## Premios

### Oscar1965
| Año  | Categoría               | Actor/Actriz     | Resultado |
| ---- | ----------------------- | ---------------- | --------- |
| 1965 | Mejor actor             | Laurence Olivier | Nominado  |
| 1965 | Mejor actriz            | Maggie Smith     | Nominada  |
| 1965 | Mejor actriz de reparto | Joyce Redman     | Nominada  |
| 1965 | Mejor actor de reparto  | Frank Finlay     | Nominado  |